# حادثه، داستان یک زن
حادثه، داستان یک زن (انگلیسی: Smash-Up, the Story of a Woman) فیلمی در ژانر درام به کارگردانی استارت هایسلر است که در سال ۱۹۴۷ منتشر شد. از بازیگران آن می‌توان به سوزان هیوارد، ادی آلبرت، لی بومن، مارشا هانت، و جورج میکر اشاره کرد.